# Baroncea
Baroncea è un comune della Moldavia situato nel distretto di Drochia di 1.609 abitanti al censimento del 2004

## Località
Il comune è formato dall'insieme delle seguenti località (popolazione 2004):
- Baroncea (1.461 abitanti)
- Baroncea Nouă (148 abitanti)